# Mohamed Katir
Mohamed Katir, né le 17 février 1998 à Ksar El Kébir au Maroc, est un athlète espagnol, spécialiste des courses de fond et de demi-fond. Sur 5 000 m, il est vice-champion du monde en 2023 à Budapest et vice-champion d'Europe en 2022 à Munich.

## Biographie
Né au Maroc, Mohamed Katir obtient la nationalité espagnole en octobre 2019 et est autorisé à concourir sous ses nouvelles couleurs à partir du 1er janvier 2020.

### Premiers records d'Espagne (2021)

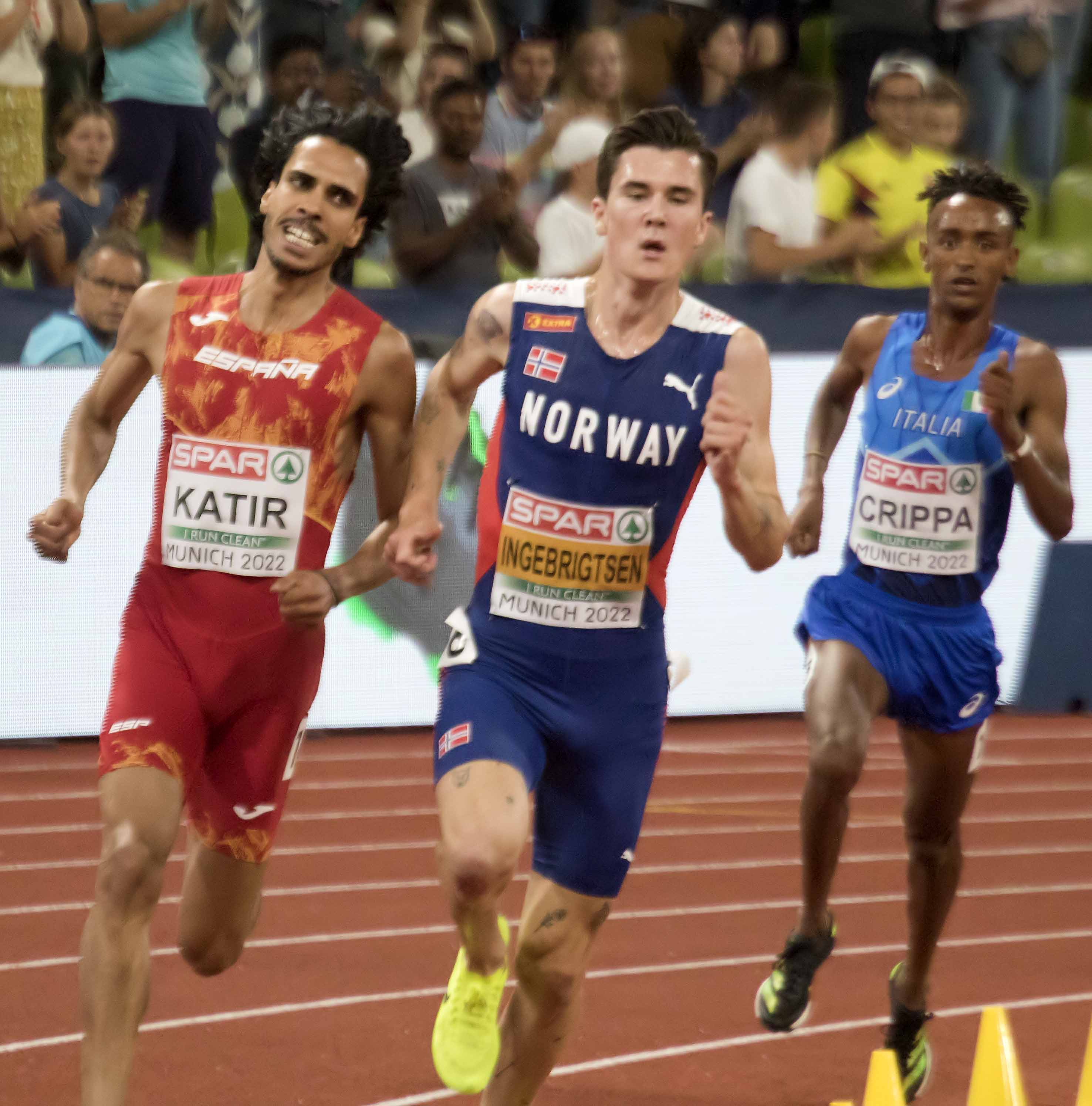
Mohamed Katir à la lutte avec Jakob Ingebrigtsen lors du 5 000 m des championnats d'Europe 2022.

Katir termine au pied du podium du 3 000 mètres lors des Championnats d'Europe d'athlétisme en salle 2021.
Le 23 mai 2021, il remporte le 5 000 mètres du British Grand Prix, première étape de la Ligue de diamant 2021. Le 10 juin 2021, au meeting du Golden Gala à Florence , il établit un nouveau record d'Espagne du 5 000 mètres en parcourant la distance en 12 min 50 s 79. Puis, le 9 juillet 2021, lors du Meeting Herculis de Monaco, il bat le record national du 1 500 mètres en réalisant le temps de 3 min 28 s 76 et devient le dixième meilleur performeur de tous les temps sur la distance. Le 13 juillet 2021, il bat un troisième record national, sur 3 000 mètres, à Gateshead.

### Médaillé aux championnats du monde et d'Europe (2022)
Il décroche la médaille de bronze du 1 500 m lors des championnats du monde 2022 à Eugene, devancé par le Britannique Jake Wightman et le Norvégien Jakob Ingebrigtsen. 
Lors des Championnats d'Europe 2022 à Munich le mois suivant, il s'empare de la médaille d'argent du 5 000 m en terminant deuxième derrière Ingebrigtsen.

### Records d'Europe du 5000 m et du 3 000 m en salle (2023)
Le 15 février 2023, lors du meeting en salle de Liévin, Mohamed Katir bat le record d'Europe en salle du 3 000 mètres, en 7 min 24 s 68, améliorant de plus de six secondes l'ancienne marque détenue par son compatriote Adel Mechaal depuis 2022. Il se classe derrière l’Éthiopien Lamecha Girma qui établit un nouveau record du monde en salle (7 min 23 s 81).
Le 21 juillet 2023, lors du meeting Herculis, il bat le record d'Europe du 5 000 mètres, en 12 min 45 s 01, améliorant de plus de trois secondes l'ancienne marque détenue par le Norvégien Jakob Ingebrigtsen. Ce dernier le bat toutefois en finale des Mondiaux de Budapest sur la distance, l'Espagnol devant se contenter de l'argent en 13 min 11 s 44.

### Suspension de quatre ans (2024-2028)
La réglementation antidopage impose aux sportifs de fournir des données de localisation permettant la réalisation de contrôles inopinés et prévoit une sanction en cas de trois manquements en l'espace d'un an. Katir manque à ses obligations à trois reprises entre le 28 février et le 10 octobre 2023. Reconnaissant ces faits, il est suspendu deux ans à partir du 7 février 2024. Après examen des éléments avancés pour sa défense, il est suspendu 4 ans.

## Palmarès
| Date | Compétition                    | Lieu     | Résultat | Épreuve     | Temps          |
| ---- | ------------------------------ | -------- | -------- | ----------- | -------------- |
| 2021 | Championnats d'Europe en salle | Toruń    | 4e       | 3 000 m     | 7 min 49 s 72  |
| 2021 | Jeux olympiques                | Tokyo    | 8e       | 5 000 m     | 13 min 6 s 60  |
| 2022 | Championnats du monde          | Eugene   | 3e       | 1 500 m     | 3 min 29 s 90  |
| 2022 | Championnats d'Europe          | Munich   | 2e       | 5 000 m     | 13 min 22 s 98 |
| 2022 | Championnats d'Europe de cross | Turin    | 9e       | Individuel  | 30 min 06 s    |
| 2022 | Championnats d'Europe de cross | Turin    | 3e       | Par équipes | 36 pts         |
| 2023 | Jeux européens                 | Chorzów  | 1er      | 1 500 m     | 3 min 36 s 95  |
| 2023 | Championnats du monde          | Budapest | 2e       | 5 000 m     | 13 min 11 s 44 |

## Records
| Épreuve      | Performance         | Lieu         | Date            |              |
| En plein air | En plein air        | En plein air | En plein air    | En plein air |
| ------------ | ------------------- | ------------ | --------------- | ------------ |
| 1 500 m      | 3 min 28 s 76 (NR)  | Monaco       | 9 juillet 2021  |              |
| 3 000 m      | 7 min 27 s 64 (NR)  | Gateshead    | 13 juillet 2021 |              |
| 5 000 m      | 12 min 45 s 01 (NR) | Monaco       | 21 juillet 2023 |              |
| En salle     |                     |              |                 |              |
| 1 500 m      | 3 min 35 s 48       | Val-de-Reuil | 4 février 2023  |              |
| 3 000 m      | 7 min 24 s 68 (AR)  | Liévin       | 15 février 2023 |              |